# Готгельф, Александр Львович
Александр Львович Готгельф (19 октября 1948, Москва — 16 октября 2023, Москва) — российский виолончелист, Заслуженный артист Российской Федерации (2011) .

## Биография
Окончил Государственное музыкальное училище имени Гнесиных (класс А. Бендицкого) и Государственный музыкально-педагогический институт имени Гнесиных (класс А. Георгиана). Лауреат и дипломант всероссийских, всесоюзных и международных конкурсов (в том числе — Пятого международного конкурса имени П. И. Чайковского, Москва, 1974).
С 1969 года работает в различных симфонических и камерных оркестрах, в том числе в Московском государственном симфоническом оркестре и Академическом симфоническом оркестре Московской государственной филармонии; участник первого состава Государственного Камерного Оркестра «Виртуозы Москвы».
С 1990 года работает в новом Российском национальном оркестре. Был концертмейстером группы виолончелей.
Выступал с сольными и ансамблевыми программами: среди партнёров Готгельфа были, в частности, Игорь Ойстрах, Михаил Плетнёв, Наталия Шаховская и др. Игра Готгельфа в оркестре и в качестве солиста получала высокие оценки музыкальной критики.
В 2002 году фирма «Cello Classics» (Лондон, Великобритания) выпустила диск «Величайшие мгновения виолончельного искусства XX века» («Great moments in cello playing»). Среди исполнителей, представленных на диске, — Пабло Казальс, Эммануэль Фойерман, Григорий Пятигорский, Даниил Шафран, Миша Майский, Александр Рудин, Александр Готгельф (запись «Скерцо» Юрия Шапорина сделана на Пятом международном конкурсе имени Чайковского).
Доцент кафедры оркестровых струнных инструментов Государственного музыкально-педагогического института имени Ипполитова-Иванова.
Скоропостижно скончался 16 октября 2023 года на 75-м году жизни.